# Creugas apophysarius
Creugas apophysarius är en spindelart som först beskrevs av Lodovico di Caporiacco 1947.  Creugas apophysarius ingår i släktet Creugas och familjen flinkspindlar.
Artens utbredningsområde är Guyana. Inga underarter finns listade i Catalogue of Life.